# Montage vidéo
Le montage vidéo consiste à sélectionner des séquences d'images pré-enregistrées en vidéo et à les assembler en une suite cohérente ou sous forme d'expression artistique.
Le montage vidéo est l'une des étapes de post-production pour la réalisation de documentaires, téléfilms, reportages, clips vidéo, films d'animation, etc. Le support exploité peut être la bande magnétique, le disque dur ou magnéto-optique. Depuis les années 2000 et avec l’avènement de la technologie numérique, ce type de montage est exploité pour le cinéma, dans une version spécifique, notamment en haute définition.

## Exploitation
Exploité par les professionnels pour le cinématographe depuis ses origines, tant pour les effets spéciaux que pour formuler une ellipse dans un récit, le montage est à la portée du public depuis l'avènement du film amateur. Son essor grand public s'est intensifié avec les progrès de la micro-informatique à partir des années 1990, notamment grâce aux logiciels dédiés et aux caméscopes numérique permettant de créer et monter, films de famille ou fictions personnelles. Les premiers logiciels de montage vidéo commercialisés ont été Adobe Premiere au début des années 1990 puis Final Cut Pro à la fin de la même décennie pour concurrencer le professionnel Avid Technology, dans un premier temps pour le Macintosh puis adaptés à l'univers PC-Windows. À partir de 1956, l'arrivée des premiers magnétoscopes professionnels par la marque américaine Ampex permet de réaliser les tout premiers montages vidéo. Toutefois à cette époque, le montage s'effectue sur le même principe que la pellicule cinématographique. L'opérateur repère visuellement une rupture dans la piste enregistrée et la découpe en suivant précisément le tracé, afin de conserver autant que possible la continuité du signal vidéo. Il assemble ensuite le deuxième segment de bande magnétique avec un adhésif. Toutefois, à l'écran, les coupures sont grossières et un certain décrochage de la synchronisation verticale apparaît le plus souvent une fraction de seconde. Il s'agit alors d'assembler quelques longues séquences plutôt que d'un véritable montage « artistique ».

## Le banc de montage
Terme provenant du cinéma, le terme « banc de montage » est récupéré par les professionnels de la vidéo et de la télévision.
On distingue deux types d'équipements :
- le banc de montage « linéaire » ou « régie multimachines » équipé au minimum d'un magnétoscope lecteur et d'un second, enregistreur ;
- le banc de montage « non linéaire » ou « virtuel » obligatoirement numérique : montage par un logiciel, sur un ordinateur ou une station dédiée doté de supports de sauvegarde.

Avant la fin des années 1990, une régie composée d'un banc de montage multimachines dispose dans les configurations professionnelles ou broadcast, outre plusieurs magnétoscopes, d'une interface de pilotage ou « éditeur de montage » (Sony RME 400, RME 450, BVE 600, BVE 900, BVE 2000, BVE 9000, BVE 9100…), souvent d'un mélangeur vidéo avec ou sans effets spéciaux, toujours d'une console de mixage audio et parfois d'un processeur multi effet (ADO 100, Sony DME 7000…). Depuis l’avènement de la technologie numérique, la régie multimachines disparaît peu à peu, laissant place aux stations de montage « virtuel » regroupant toutes ces fonctionnalités voire davantage.
Pour les supports numériques grand public tels que le DV ou, le format pionnier abandonné HDV, la station de montage ou l'ordinateur est équipé d'un port firewire ou eSATA, figurant sur la carte mère ou sur une interface auxiliaire, pour numériser ou échantillonner, les prises de vue enregistrées sur cassettes vidéo ou sur carte mémoire. Un ou plusieurs supports de sauvegarde comme des disques durs, permettent de traiter ou stocker provisoirement les fichiers vidéo et audio numériques dont la taille est conséquente.
Pour les formats professionnels, la station de montage devra être équipée de connectique compatible selon le format :
- Betacam SP : entrées / sorties composantes. Format analogique pratiquement abandonné sauf pour la numérisation d'archives ;
- Betacam numérique : entrées / sorties SDI. Premier format numérique broadcast mais progressivement abandonné car non Haute Définition ;
- HDCAM : entrées / sorties HD SDI (10bits) ;
- HDCAM SR : entrées / sorties double HD SDI pour gérer le flux 4:4:4.

## Le montage linéaire

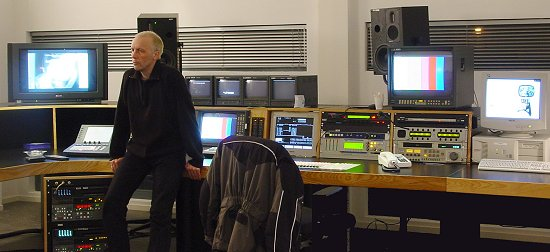
Monteur devant une régie de montage linéaire

Le montage « linéaire » est historiquement la seconde forme de montage vidéo basé sur un collage de deux segments de bande magnétique.
L'édition linéaire consiste à exploiter au minimum deux magnétoscopes dont au moins un est lecteur et l'autre enregistreur. Le support vierge cassette dans l'enregistreur permet de copier dans l'ordre chronologique et définitif du plan de montage, de façon linéaire « du début vers la fin », les différents segments vidéo sélectionnés et listés dans la source, avec le lecteur.
Ce type de montage a longtemps été l'unique moyen d'assembler des images, jusqu'à la fin des années 1980 à travers des solutions de plus en plus perfectionnées :
- Ajout d'une interface de pilotage ou « console de montage » ergonomique avec molette « Jog/Shuttle » pour télécommander lecteurs et enregistreurs.
- Possibilité d'utiliser plusieurs sources vidéo telles que les bancs dits « 3 machines », permettant effets spéciaux comme les fondus et transitions.
- Possibilité de mixer sur plusieurs canaux, le son associé à la piste vidéo en fond sonore au son d'ambiance, commentaires, effets spéciaux…
- Utilisation d'un mélangeur vidéo permettant des trucages vidéo complémentaires tels que l'incrustation sur fond bleu ou par cache, les volets et d'autres transitions ou effets spéciaux.

L'ajout de ces différentes fonctionnalités nécessite des équipements dédiés et occupe un certain espace, ce qui transforme peu à peu les salles de montage en cockpit d'avion.
Le montage linéaire reste exploité dans certaines salles de reportage et d'actualité, pour ses fonctions, sa rapidité et sa fiabilité. Toutefois, le numérique condamne à terme ce type de configuration, par son ergonomie, sa puissance de créativité, sa grande souplesse, l'économie de temps réalisée et son évolutivité.
Désavantages majeurs du montage linéaire à bande magnétique :
- perte de temps à cause de l'impossibilité d'accéder directement à un contenu spécifique en raison de l'étape de bobinage ou de rembobinage de la bande magnétique ;
- impossibilité d'identifier avant de lire la source, les renseignements du média; les métadonnées ne sont pas associées au contenu et une description externe est donc indispensable ;
- avec un seul magnétoscope enregistrant une source en direct, la relecture est impossible, une fonction pourtant indispensable pour le « replay » ou le ralenti, par exemple ;
- la relecture d'une séquence ou d'un extrait impose un délai significatif en raison du rembobinage de la bande magnétique.

Pour les montages professionnels de documentaire ou de téléfilm, le montage linéaire s'effectuait en deux étapes :
- le montage off-line avec un timecode incrusté à l'image permettait de modifier de nombreuses fois la durée de chaque plan et de chaque séquence en recopiant plusieurs fois les parties montées. À chaque copie ou génération, la qualité de l'image se dégradait. Le montage off-line permettait de trouver petit à petit le rythme du film ;
- le montage on-line ou conformation était une étape purement technique. Grâce au timecode les images originales étaient remontées exactement comme dans le dernier montage off-line mais sans la perte de qualité due aux multiples copies du montage off-line.

## Le montage non linéaire ou «virtuel»
Le montage vidéo non linéaire ou « virtuel » a été rendu possible grâce au numérique et aux progrès en vitesse, résolution d'écran et capacité mémoire de Techniques informatique.
Les signaux vidéo et audio sont numérisés, transformés en fichiers puis sauvegardés sur un disque dur local, une mémoire ou via un serveur vidéo. Certains éléments logiciels ou codecs exploités par le programme de montage permettent le montage direct et la sauvegarde sur ce même support. Par comparaison, le montage « linéaire » s'apparente à une mise en page par dactylographie ou saisie manuelle et le montage « non linéaire » au traitement de texte informatique. Ainsi, par exemple, l'insertion d'une nouvelle phrase dans un texte déjà tapé par la dactylo nécessite de recommencer ou de restructurer de la mise en page fastidieuse, alors que l'ordinateur et le logiciel permettent de faire un simple « copier / coller ».
Le montage non linéaire permet de déplacer à son gré un plan ou une séquence en cours de montage, à l'instar du montage traditionnel avec film pellicule, par la segmentation en plans. Cette opération est bien moins commode avec le montage linéaire.
Il existe deux techniques pour « monter » en non linéaire.
La première, plus « temporelle » s'apparente à du montage linéaire (Sony Vegas, Logiciels Avid, Final Cut, DaVinci Resolve, Adobe Premiere...). L'opérateur choisit les séquences qu'il souhaite insérer puis on les « numérise » à l'unité ou par lots, avant de les déposer sur la ligne temporelle ou « Timeline ». Toutefois il reste possible d'intégrer des séquences au milieu du montage, dès qu'on le souhaite.
La seconde technique est le « drag and drop », ou « glisser/déposer ». Le clip à insérer est sélectionné puis glissé dans la ligne temporelle. Pour déplacer les clips préalablement déposés sur la ligne, on les sélectionne et on les fait glisser à l'endroit désiré, opération impossible avec la méthode « drag and drop », plus simple cependant pour les débutants.
Le « montage non linéaire » permet la captation, l'édition et la relecture « à la volée » des évènements en direct comme le sport ou certains spectacles, en évitant toute perte de temps notamment en évitant le transcodage ou le délai de latence dû au rembobinage et en permettant la lecture pour diffusion quasi instantanée, dès que le montage est achevé voire partiel.

### L'acquisition
Aussi appelée « importation », « capture », « numérisation », « échantillonnage », « filing » signifiant transformation en fichier, « input » signifiant entrée ou encore « ingest » signifiant ingestion, cette fonction doit permettre de transférer et éventuellement convertir les données vidéo provenant d'une source vidéo externe, telle qu'un caméscope, un magnétoscope, un signal de télévision transmis par satellite ou un flux vidéo via Internet, vers le disque dur de l'ordinateur ou un serveur vidéo.
Pour les sources et équipements analogiques, l'ordinateur doit être pourvu d'une carte d'acquisition convertissant les signaux en fichiers numériques. Si le signal est d'origine numérique, la connexion est généralement établie via le port IEEE 1394 / FireWire / i-Link ou une entrée vidéo numérique compatible (DVI, HDMI…). 
Pour les ordinateurs exploitant Linux, le service video4linux généralement installé par défaut permet l'acquisition d'image ou de vidéos et gère le port IEEE 1394. Selon les configurations, il convient d'adapter le logiciel d'exploitation afin d'exploiter un programme de montage spécialisé, tel que Kino.
Pour les PC exploitant Windows XP, le service WIA permet l'acquisition vidéo sans installation de pilotes supplémentaires mais uniquement à partir de certains caméscopes compatibles. Sinon, il convient d'installer le « pilote » logiciel du caméscope pour réaliser l'opération.
Pour les formats et supports professionnels en résolution standard ou SD, une carte d'acquisition en signaux composantes ou SDI est indispensable. Pour les signaux vidéo Haute Définition, une carte HD SDI est nécessaire.
La numérisation ne consiste pas uniquement à capter des sources vidéo et audio. Cette opération permet lors de la phase d'identification ou dérushage, d'enrichir une fiche associée au fichier vidéo. Le titre, la numérotation et localisation temporelle de chaque plan, la description du plan, les éléments techniques, optiques et artistiques, la nature du plan et l'action avec une description de la scène et des personnages en situation. Le niveau de qualité de la sauvegarde est également déterminé en fonction de l'utilisation. Entre le niveau sans compression destiné à l'exploitation ou la post-production, jusqu'à une compression maximum pour distribution via Internet, l'opérateur sélectionne un format qualitatif du fichier, tant pour la vidéo que l'audio en choisissant le codec approprié.
Certains serveurs (cf XT[2]), permettent d'acquérir directement le signal vidéo conformément à la définition SD ou HD et le codec compatibles avec le logiciel de montage exploité, effectuer un pré-montage « rough cut » identifiant les changements de plan ou d'axes caméra, d'insérer rapidement certaines métadonnées d'enrichissement et d'ajouter automatiquement la date, le jour, l'heure, le code temporel et certains commentaires destinés au monteur. Un gain de temps significatif est ainsi obtenu au début de l'édition dès l'étape d'« acquisition » permettant de commencer le montage sans attendre la fin de celle-ci.

### Avantages du montage non linéaire
Il permet de déplacer les séquences à volonté sur la piste de montage de façon non destructive. En montage linéaire le déplacement d'un plan ou d'une séquence ne pose aucun problème si la séquence remplacée fait la même durée que la nouvelle séquence, en revanche si le « trou » est trop petit (trop court en fait) la séquence de remplacement déborde sur la suivante et oblige à déplacer toute la partie qui se situe après la modification. En montage non linéaire cette perte de temps n'existe pas puisqu'on ne déplace les images que virtuellement contrairement au montage linéaire qui les déplace physiquement à chaque « coupe ».
Permet d'utiliser plus d'une piste de montage, cela offre une autre palette d'avantages :
- possibilité de faire du montage multi-couches. Cela revient à surimposer plusieurs images sur le même écran avec des niveaux de transparence différents. Cette méthode bouleversera le monde du montage en particulier dans les vidéo-clips où de véritables artistes donneront au montage non linéaire ses lettres de noblesse ;
- possibilité d'effectuer des transitions plus élaborées qu'avec un banc de montage linéaire ;
- possibilité d'incorporer des effets spéciaux (compositing, matte painting) sur les images ;
- possibilité d'incorporer des graphismes, des textes ou tout élément et de les animer. Cela était déjà possible sur banc linéaire mais infiniment plus long et compliqué ;
- les possibilités n'ont comme limite que l'imagination et les capacités des machines sans cesse en évolution.

### Inconvénients du montage non linéaire
Le montage non linéaire a eu pour conséquence de modifier les mœurs et les processus dans la profession. Avec ce type de technique, les images et le son doivent être préalablement enregistrés (ou recopiés) sur des disques durs ou sur un serveur, reliés à la station de montage. Cet inconvénient apparent peut aussi devenir la phase de « dérushage », c’est-à-dire l'étape préliminaire du choix des bonnes prises ou des images utilisables.
Ce phénomène est inexistant dans les régies professionnelles, les bandes passantes actuelles et les capacités des serveurs permettent l'édition instantanée et simultanée des médias directement sur le serveur au travers du réseau.
Une autre problématique, remarquée par les monteurs ayant vécu le changement vers le numérique, est l'inutilité apparente des assistants qui découpaient et préparaient la pellicule pour le chef monteur. Ainsi, le producteur peut considérer que le monteur peut dorénavant travailler seul ou en horaires décalés avec son assistant, ce qui induit des problèmes de transmission de savoir-faire et de formation professionnelle.

## Le mixage
Les bancs de montage non linéaires offrent de nombreuses possibilités pour pré-mixer les sons : réglage des niveaux, ajout de pistes son supplémentaires, fondu, équalisation, ajout d'effets… Mais la qualité et la précision du travail sont inférieures à ce qui peut être effectué dans un auditorium de mixage avec du matériel dédié. Par exemple, le logiciel de mixage Pro tools permet de couper ou de modifier le niveau d'un son sur une durée inférieure à 1/25 seconde alors que Final Cut Pro et les autres logiciels de montage non linéaire ne le permettent pas. Malgré ces limitations, certains courts-métrages ou documentaires avec peu de budget sont mixés directement sur le banc de montage non linéaire.
Lorsque le film est mixé de façon professionnelle dans un auditorium de mixage. Le monteur exporte, une fois le montage terminé, les éléments nécessaires au mixage. L'ensemble des pistes son peut-être exporté du banc de montage non linéaire au format OMF (ou Open Media Framework Interchange) par exemple. Le montage image est exporté pour servir de référence à l'ingénieur du son pour le mixage. Les bancs de montage non linéaires permettent de préparer les éléments nécessaires au mixage de façon beaucoup plus efficace que les anciens bancs de montage vidéo linéaires.

## Le codage (conversion)
Suivant le format de la production finale, on code (convertit) le montage effectué dans différents formats MPEG (pour une production finale sur CD ou DVD), ou encore dans des formats comme DivX, .mov (lu avec Quicktime) ou Windows Media Player ou Real Media (.rm généralement). Ces trois derniers formats sont surtout utilisés pour la vidéo en ligne (streaming en anglais). Dans certains cas, on peut choisir le débit et/ou le nombre d'images par seconde suivant la qualité que l'on désire.

## La gravure et la lecture
Si on souhaite diffuser sa production sur CD ou DVD (à condition de posséder un graveur), on utilise alors un logiciel de gravure. Le cédérom ou le DVD pourra dans certains cas être lu sur un lecteur DVD de salon (faire des tests au préalable pour en vérifier la compatibilité). Ils peuvent aussi être lus sur ordinateur avec des logiciels (gratuits ou payants) de lecture de cédéroms ou DVD.
Le logiciel de gravure peut avoir un modèle prédéfini pour graver en VCD, SVCD ou encore DVD avec menu interactif ou non, simple couche ou double couche.
Le montage vidéo par ordinateur est devenu à la portée de presque tout le monde puisqu'il a été simplifié, rendu plus intuitif.

## Logiciels de montage non linéaire
Des logiciels de montage sont généralement fournis avec le caméscope, la carte ou le boîtier externe d'acquisition. Certains autres sont payants, et d'autres libres, gratuits et multiplateformes.
Ils permettent le plus souvent d'intégrer des transitions, des titres, parfois des effets spéciaux, des corrections de niveaux vidéo, colorimétrique ou audio, de modifier la vitesse des images, etc.

### Logiciels libreset gratuits
| Nom                    | Développement actif en 2019 | Windows | Mac OS X     | GNU/Linux | BSD     | Licence  | Description |
| ---------------------- | --------------------------- | ------- | ------------ | --------- | ------- | -------- | --- |
| Blender                | Oui                         | Oui     | Oui          | Oui       | Oui     | GNU GPL  | Blender, qui est avant tout un modeleur 3D, comporte également une interface de montage vidéo avancée, bénéficiant des capacités de 3D et de compositing du logiciel.                                                          |
| Cinelerra-HV           | Oui                         | Non     | Non          | Oui       | Non     | GNU GPL  | Le Cinelerra original, conçu par Heroine Virtual, sorties annuelles, GTK+ |
| Cinelerra-GG Infinity  | Oui                         | Non     | Non          | Oui       | FreeBSD | GNU GPL  | Branche de Cinelerra avec des sorties mensuelles depuis mars 2016, dépendances externes minimisées, nombreuses fonctionnalités professionnelles, non dépendant de l'environnement de bureau, GTK+                              |
| CinePaint              | Non                         | Oui     | Oui          | Oui       | Oui     | GNU GPL  | CinePaint est dérivé de GIMP. |
| ffDiaporama            | Non                         | Oui     | Non          | Oui       | ?       | GNU GPL  | Avec ffDiaporama chaque clip est représenté par une diapositive sur la ligne de temps, indépendamment de sa longueur. Il se base sur FFmpeg et, pour l'interface graphique, Qt.                                                |
| Flowblade              | Oui                         | Non     | Non          | Oui       | ?       | GNU GPL  | Flowblade est construit avec Python, GTK+ et le MLT Framework. |
| Jahshaka               | Non                         | Oui     | Oui          | Oui       | Oui     | GNU GPL  | Jahshaka est un logiciel de montage, de compositing et de post-production vidéo. |
| Kdenlive               | Oui                         | Oui     | Oui          | Oui       | Oui     | GNU GPL  | Il permet des montages vidéo assez avancés. Il s'intègre particulièrement bien avec l'environnement de bureau KDE, mais peut fonctionner sous les autres environnements. Depuis Décembre 2016, il est disponible pour Windows. |
| Kino                   | Non                         | Non     | Non          | Oui       | Non     | GNU GPL  | Il permet de monter au format DV. Il est abouti même s'il n'est plus développé depuis 2009. |
| Lives                  | Non                         | Non     | Oui          | Oui       | Oui     | GNU GPL  | Lives permet e nombreuses corrections des images (gamma, luminosité, filtre coloré, saturation...) le décalage vertical et horizontal, le zooming...                                                                           |
| Open Movie Editor      | Non                         |         |              |           |         | GNU GPL  | Il utilise FLTK pour dessiner l'interface graphique. |
| OpenShot Video Editor  | Oui                         | Oui     | Oui          | Oui       | Non     | GNU GPL  | OpenShot Video Editor est construit avec Python, GTK+ et le MLT Framework. |
| Olive                  | Oui                         | Oui     | Oui          | Oui       |         | GNU GPL  | Olive est écrit en C++ et Qt. |
| Pitivi                 | Oui                         | Non     | Expérimental | Oui       | Non     | GNU LGPL | Pitivi est construit avec Python, GTK+ et la bibliothèque multimédia Gstreamer. |
| Shotcut                | Oui                         | Oui     | Oui          | Oui       | ?       | GNU GPL  | Shotcut est développé par l'auteur du MLT Framework sur lequel il repose par ailleurs. Qt est utilisé pour dessiner l'interface graphique.                                                                                     |
| VideoLAN Movie Creator | Non                         | Oui     | Oui          | Oui       | Oui     | GNU GPL  | Issu du projet VideoLAN. |
| VirtualDub             | Non                         | Oui     | Non          | Non       | Non     | GNU GPL  | |

### Logiciels propriétaireset payants
- Avid Technology est le précurseur en systèmes de montages non linéaires depuis 1988 réservés aux professionnels. Avid propose une gamme complète allant du logiciel seul aux systèmes complets combinant matériel et logiciel avec architecture de travail collaboratif. Les systèmes Avid équipent beaucoup de chaînes de télévision (Broadcast) et servent à post-produire de nombreux films. Différentes versions ont vu le jour au fil des années (MediaComposer, NewsCutter, Avid Xpress Pro, Liquid, Adrénaline, etc). Destinés en premier lieu aux professionnels du film et de la vidéo, les systèmes Avid se sont démocratisés avec l’apparition de l’Avid Xpress Pro. Il existait une version gratuite de AVID nommée Avid Free DV mais qui n'est plus téléchargeable sur le site AVID[8].
- Premiere d'Adobe, disponible en deux versions, permet de dupliquer une séquence, d'appliquer des transitions, des effets, etc. Logiciel grand public lancé pour le Macintosh en décembre 1991. Très répandu dans le grand public avec sa version Elements mais minoritaire dans les bancs de montages pro (Broadcast).
- Final Cut Pro d'Apple. Logiciel seul. Commercialisé à partir de 1998 et destiné à la fois au grand public et aux professionnels. De plus en plus répandu dans les bancs de montages professionnels ou « Broadcast », désormais un des leaders du marché. Apple propose différentes versions de son produit (Final Cut Express, Studio et iMovie) sur son site Internet[9]
- iMovie d'Apple. Logiciel livré avec tous les Macs. Des mises à jour annuelles sont disponibles avec la suite logicielle iLife.
- Lightworks existe depuis 1989 et utilise une interface de contrôle similaire au banc de montage film Steenbeck (en). Lightworks est la version d'évaluation et Lightworks Pro la version complète.
- PowerDirector de Cyberlink.
- Vegas de Sony. Logiciel de montage vidéo très complet et se référant dans son approche au montage audio. Une de ses particularités est d'accepter le format 3gp, format de compression utilisé par les téléphones portables.
- Windows Movie Maker de Microsoft. Il fonctionne sur toutes les plateformes Windows depuis Windows Me et est intégré à Windows XP et supérieur. Il n'est donc possible de l'acheter qu'en achetant tout le système d'exploitation. Il permet de créer des montages vidéo simples. Son successeur apparaît être Windows Live Movie Maker.
- AVS Video Editor (en)

### Logiciels propriétaireset gratuits
- DaVinci Resolve est un logiciel de montage vidéo professionnel édité par la société australienne Blackmagic Design. Il comprend des outils de montage, étalonnage, mastérisation et mixage et sait gérer la définition Ultra HD[10]. La version Studio est payante et contient des fonctionnalités supplémentaires. Toutefois, à l'achat de nombreux produits Blackmagic Design, une licence gratuite est incluse.

- VSDC Free Video Editor est un système de montage non linéaire adapté pour l'édition des fichiers vidéo et audio dans les formats divers y compris le vidéo en HD et UHD résolution. Le programme offre des effets professionnels de post-production ainsi que la capacité de capter une vidéo de l'écran, enregistrer la voix, graver les disques, enregistrer les fichiers multimédias sur un certain nombre de formats pris en charge. Le programme est disponible pour Windows 2000/2003 / XP / Vista / 7/8/10.